# 丰臣家的人们
《丰臣家的人们》（豊臣家の人々），是司馬遼太郎的短篇小說作品。在《中央公论》杂志上连载，1973年出版单行本。
主要描写丰臣秀吉的亲属们的故事，共由九个短篇小说组成，描写了丰臣家族有兴到衰的全过程，司马公善于用写新闻的方式来写小说，并善于描画处于历史动荡和转折期人物的心理活动，使本小说读起来别有趣味。
九个短篇小说如下：
- 杀生关白：描写丰臣秀吉养子关白丰臣秀次
- 金吾中纳言：描写丰臣秀吉养子小早川秀秋，在关原之战中对丰臣家倒戈一击
- 宇喜多秀家：写丰臣秀吉养子宇喜多秀家，在关原之战为丰臣家力战，失败后流放八丈岛
- 北政所：描写丰臣秀吉正室宁宁，据说由于她的嫉妒而引发了关原之战
- 大和大纳言：描写丰臣秀吉的弟弟丰臣小一郎（秀长），罕见的内政型人才，可以解决大哥秀吉不愿出面解决的棘手问题
- 骏河夫人：描写丰臣秀吉的妹妹阿旭，作为政治婚姻嫁给德川家康
- 结城秀康：描写丰臣秀吉的养子结城秀康，原是德川家康的二子，过继给秀吉做养子，后来继承了结城家
- 八条亲王：描写丰臣秀吉的养子智仁亲王，是后阳成天皇的弟弟
- 和她的儿子：讲的是丰臣秀吉的侧室淀殿（浅井长政与织田信长的妹妹阿市的女儿茶茶）和她与丰臣秀吉所生的儿子丰臣秀赖，淀殿在大坂之战的表现总是让人扼腕叹息，丰臣家终于在大坂之役中灭亡